# Rezolucja Rady Bezpieczeństwa ONZ nr 140
Rezolucja Rady Bezpieczeństwa ONZ nr 140 została przyjęta jednomyślnie 29 czerwca 1960 r.
Po przeanalizowaniu wniosku Madagaskaru o członkostwo w Organizacji Narodów Zjednoczonych, Rada zaleciła Zgromadzeniu Ogólnemu przyjęcie tego państwa do swojego grona.

## Źródło
- UNSCR - Resolution 140